# Sermitsiaq (avis)
 For alternative betydninger, se Sermitsiaq (flertydig). (Se også artikler, som begynder med Sermitsiaq)
Sermitsiaq er en grønlandsk landsdækkende avis, opkaldt efter fjeldet Sermitsiaq.

## Historie

### Grundlæggelse
I 1952 udgav Viggo Sylvester Larsen for første gang den tosprogede lokalavis Kamikken i Nuuk, som udkom indtil 1956. Halvandet år senere begyndte Viggo Sylvester Larsen og Søren Egebjerg at udgive en ny lokalavis, som fik navnet Mikken og kun udkom på dansk. Avisen udkom første gang den 11. januar 1958 og blev efterfølgende uddelt hver lørdag. Mandagen efter, den 13. januar 1958 udkom den grønlandske oversættelse af avisen, som derefter udkom hver uge. Efter fem måneder udskrev avisens chefredaktør en læserkonkurrence for at finde et nyt navn til den grønlandske udgave, som ville være lettere at udtale for grønlænderne. Valget faldt på Sermitsiaq, opkaldt efter fjeldet. Avisen udkom den 21. maj 1958 for første gang under sit nye navn, med den ansvarshavende redaktør Peter Kreutzmann, og to medarbejdere Mathæus Abrahamsen og Karl Sommer. Sommer startede selv lokalavisen Qanorooq fra 1960. Den 14. november 1958 udkom Sermitsiaq for første gang tosproget, i en samlet udgave, og den 22. november udkom Mikken for sidste gang. Initiativet til skiftet til den tosprogede version lå hos den danske journalist Anders Kjær, som fremover udgav avisen sammen med den nye chefredaktør Jørgen Fleischer, Einar Kreutzmann, Jens Kreutzmann og Mathæus Abrahamsen. Peter Kreutzmann havde fået job som tolk i København og havde derfor forladt avisen. Anders Kjær døde få uger senere ved skibet Hans Hedtofts forlis den 30. januar 1959.

### Senere Historie
Da Sermitsiaq først udkom i 1958 var det en duplikeret lokalavis. I 1964 blev avisen for første gang trykt, og med tiden mistede emnerne deres lokale fokus. Fra 1980 blev avisen udgivet landsdækkende, hvilket gjorde den til den anden landsdækkende avis i Grønland efter Atuagagdliutit, som var blevet udgivet siden 1861. Fra 1983 udkom det nye lokalblad Nuuk Ugeavis, som blev udgivet i samarbejde med Sermitsiaq fra 1989.

### Fusion
Den 13. november 2009 blev redaktionerne på Sermitsiaq og Atuagagdliutit fusioneret administrativt og samlet under medieudgiveren Sermitsiaq.AG, med virkning fra 1. januar 2010. Begrundelsen var besparelser på grund af faldende indtægter, som truede begge avisers eksistens. Begge aviser udkommer fortsat uafhængigt af hinanden, men Atuagagdliutit udkommer nu kun en gang om ugen i stedet for to gange om ugen.
Sermitsiaq udkommer ugentligt om fredagen og er siden september 2011 blevet trykt sammen med Atuagagdliutit i Holbæk på trykkeriet Medieselskabet Nordvestsjællands Trykkeri. Begge aviser deler online-udgaven sermitsiaq.AG, hvor domænet står for Atuagagdliutit/Grønlandsposten.